# Výlevy
Výlevy (historicky též Vylejvy) je lokalita někdejších havířských osad, založených v souvislosti s těžbou stříbra, v okrese Tábor, spadající do tří obcí: 
- Výlevy, v literatuře označované též Výlevy starovožické – malá osada evidenční části Stará Vožice města Mladá Vožice; k Výlevám jsou adresou přiřazeny i samoty Horní Cech (čp. 33) a Dolní Cech (čp. 42)
- Řemíčovské Výlevy (v Mapách.cz Řemičovské Výlevy) – malá osada evidenční části Řemíčov obce Řemíčov
- Hlasivské Výlevy – malá osada evidenční části Hlasivo obce Hlasivo, základní sídelní jednotka

Ottův slovník naučný v roce 1908 uvádí osadu Vylejvy, k níž patří  Vylejvy Řemíčovské (6 domů, 31 obyvatel), Vylejvy Starovožické (9 domů, 53 obyvatel) a Vylejvy Velkohlasivské (9 domů, 54 obyvatel), přičemž statistické údaje se vztahují k roku 1900. Osada patřila k hejtmanství Tábor, okres Mladá Vožice, pošta Mladá Vožice, farou patřila celá pod Velké Hlasivo, přiřazení k obcím slovník zvlášť nezmiňuje (vyplývá z názvů). K roku 2019 je v Hlasivských Výlevech evidováno 8 číslovaných budov, všechny s čísly popisnými, z toho 7 bytových  (čp. 40, 41, 47, 49, 51, 54, 57) a jedna obydlená zemědělská usedlost (čp. 50 s dvěma byty), a 17 obyvatel. Řemíčovské a Starovožické Výlevy nejsou v současné době statisticky vyčleněny, přímo ve Starovožických Výlevech je evidováno 9 domů s čísly popisnými (čp. 29, 30, 31, 32, 49, 50 a 52 v jednom shluku, čp. 36 a 51 jako oddělené usedlosti), v Řemíčovských Výlevech 5 domů s čísly popisnými (33, 34, 35, 39, 40) a rekreační objekt če. 41. V tom nejsou zahrnuty samoty a osady Starý Cech, Horní Cech a Dolní Cech. 
Ke Staré Vožici přiléhají osady Výlevy starovožické a řemíčovské a pod nimi v hlubokém údolí Starý Cech a Řemíčov.

## Historie těžby
V oblasti bývaly doly na stříbro a olovo. Udržuje se pověst, že zde byly doly již za knížete Spytihněva a že zdejší hornící později založili i Mladou Vožici.
Na Výlevech se stříbrné rudy těžily už v 16. století, kdy zde byl rožmberský důl Boží dar. Začátkem 17. století bylo dílo obnoveno Eggenbergy pod názvem Boží požehnání a za Schwarzenbergů zde vzniklo dílo Dobrá naděje.
V roce 1678 se stal majitelem vožického panství rok Küenburgů a František Küenburg v polovině 18. století zahájil v okolí Řemíčova dolování stříbrných rud. Nedaleko domu čp. 1 byla otevřena dědičná Leopoldova štola (pamětní deska na domě čp. 1, který sloužil jako sídlo cechmistra a ubytovna horníků, připomíná zahájení těžby v roce 1751). O něco jižněji, kde později vznikla hornická osada Starý Cech, vznikla štola Sv. Trojice. V letech 1757–1762 zde Küenburgové vytěžili 2713 kg čistého stříbra. Historik Rudolf Cikhart uvádí, že řemíčovské doly patřily v polovině 18. století k nejvýnosnějším v zemi a naposledy se zde dolovalo v období před francouzskými revolučními válkami, které vypukly v roce 1792. Podle jiných pramenů zde dolování obnovil Leopold Küenburg (†1812) a pokračoval v něm až do své smrti v roce 1832 jeho syn Josef, ovšem v té době již byly doly ve vrchních partiích vyčerpány. Karel Küenburg předal v roce 1832 doly beúplatně erární báňské správě, která tu podnikala s nevýraznými úspěchy ještě dalších 20 let.
Doly v okolí Hlasivských Výlevů patřily Schwarzenbergům. Ti se obávali, že by Küenburgové mohli získat dědičné právo na jejich dílech, a proto když se Leopoldova štola dostala v roce 1772 k hranicím jejich panství, za 12 500 zlatých rýnských ji odkoupili. Podle uzavřené smlouvy se stala štola součástí schwarzenberských dolů, ale její pokračování se provádělo vždy po dohodě mezi panskými důlními správami. Do štoly byly na hranicích obou panství vsazeny dveře, od kterých měla každá strana svůj klíč.
Z dolů se zachovala jen hluboká šachta nad starovožickými Výlevy a štola pod Řemíčovem, z níž vytéká řemíčovský potok. Stopy hornického původu nesou i některé staré chalupy.